# Carex purpurifera
Carex purpurifera är en halvgräsart som beskrevs av Kenneth Kent Mackenzie. Carex purpurifera ingår i släktet starrar, och familjen halvgräs. Inga underarter finns listade i Catalogue of Life.